# MDA (drug)
MDA (3,4-methyleendioxyamfetamine) is een chemische stof met een hallucinogene werking die sterk lijkt op het verwante MDMA (3,4-methyleendioxymethamfetamine); de werkzame stof in ecstasy. Het werd in 1910 voor het eerst gesynthetiseerd door G. Mannish en W. Jacobson.

## Medische toepassingen
In 1939 werd MDA voor het eerst gebruikt bij dierproeven en enkele jaren later werd het in de psychiatrie gebruikt bij mensen als mogelijke therapie voor de ziekte van Parkinson. In het Amerikaanse leger werden er proeven met MDA gedaan onder de codenaam EA-1298. In januari 1953 overleed een proefpersoon nadat er 500 mg was geïnjecteerd. Onder de naam Amphedoxamine werd MDA in 1960 op de markt gebracht.

## Recreatief gebruik
Rond 1963 dook MDA in de drugscene op omdat het goedkoop en makkelijk verkrijgbaar was. Na inname van een dosis die normaal gesproken tussen de 80 tot 160 mg MDA bevat, treedt er een euforische roes op die meestal zo'n 4 tot 6 uur duurt en vergelijkbaar is met die van ecstacy (MDMA) maar door gebruikers vaak heftiger wordt ervaren. De precieze giftigheid van MDA is niet bekend, maar bij muizen heeft het een LD50 van 93 mg/kg bij intraveneuze toediening.
In Nederland staat MDA op lijst I van de Opiumwet.

## Trivia
- In de VS stond MDA in de jaren 90 bekend als Magical Drug of America. Kenners beweren dat MDA qua hallucinatoire eigenschappen superieur is aan XTC (MDMA).

2C-groep: 2C-B · 2C-C · 2C-D · 2C-E · 2C-F · 2C-G · 2C-H · 2C-I · 2C-N · 2C-O · 2C-P · 2C-SE · 2C-T-2 · 2C-T-4 · 2C-T-7 · 2C-T-19 · 2C-YN

Overig: ALEPH-2 · ARIADNE · DOM · M · MDA · MDEA · MDMA · MMDA-2 · TMA · TMA-2